# 言菊朋
言菊朋（1890年—1942年6月20日），名延壽，字錫其，號仰山，瑪拉特氏，蒙古正蓝旗人，生于北京。京劇老生。

## 生平
言菊朋是松筠的玄孙，小時就學於陸軍貴冑學堂，當過蒙藏院的小京官。1916年常出入言樂社、春陽友會，工老譚（譚鑫培）派，為票友中佼佼者。曾以票友身份隨梅蘭芳赴上海演出。後從蒙藏院辭職，下海成為專業演員。當此時，老譚沒去，余叔岩不常上臺表演，喜譚派的戲迷紛紛力捧言菊朋，言大有執老生牛耳之勢。後嗓音失潤，無奈另闢蹊徑，以音韻婉轉取勝，世稱言派，為「京劇四大鬚生」之一。
1942年6月20日，言菊朋卒于北京校场口小六条胡同寓所。葬於松王墳。

## 家庭
言菊朋有二男三女，長子言少朋，次子言小朋，長女言慧英（又称“言伯明”）、次女言慧珠、幼女言慧蘭。妻子高逸安是一名电影演员，曾在上海明星公司的电影中出演过角色。言菊朋中年與其夫人失和，夫人率子女遠赴上海，成為當時轟動一時新聞。

## 外部連結
- YouTube上的《讓徐州》，言菊朋演唱，CCTV